# Mistrzostwa Bośni i Hercegowiny w koszykówce mężczyzn
Mistrzostwa Bośni i Hercegowiny w koszykówce mężczyzn – mistrzostwa są rozgrywane obecnie w ramach Premijer Liga BiH. Zjednoczona Liga Koszykówki Bośni i Hercegowiny istnieje od 2002 roku. Do tego czasu istniały trzy odrębne federacje, z których KSBiH była jedyną, uznaną przez FIBA.

## Format rozgrywek
W lidze występuje dwanaście drużyn. Wszystkie zespoły rywalizują z pozostałymi po dwa razy w sezonie zasadniczym (na własnym terenie i na wyjeździe). Sześć najlepszych reprezentuje kraj także w Lidze Adriatyckiej. Cztery z najlepszym bilansem w sezonie regularnym awansują do play-off, gdzie rywalizacja odbywa się do trzech zwycięstw. Najlepsza drużyna zostaje oficjalnie mistrzem kraju.
Osiem zespołów, które nie awansują do play-off rozpoczynają zmagania w tzw. "lidze spadkowej", gdzie rywalizują o utrzymanie się w najwyższej klasie rozgrywkowej.

## Mistrzowie mistrzostw regionalnych
| Sezona  | I Liga Republiki Bośni i Hercegowiny | I Liga Herceg-Bosna | I Liga Republiki Serbskiej |
| ------- | ------------------------------------ | ------------------- | -------------------------- |
| 1993/94 | Sloboda Dita                         | Čapljina            | Borac Banja Luka           |
| 1994/95 | Zenica Metalno                       | Brotnjo Čitluk      | Borac Banja Luka           |
| 1995/96 | Sloboda Dita                         | Brotnjo Čitluk      | Borac Nektar               |
| 1996/97 | Sloboda Dita                         | Brotnjo Čitluk      | Borac Nektar               |
| 1997/98 | Bosna                                | Široki              | Borac Nektar               |
| 1998/99 | Sloboda Dita                         | Brotnjo Čitluk      | Borac Nektar               |
| 1999/00 | Sloboda Dita                         | Brotnjo Čitluk      | Igokea                     |
| 2000/01 | Sloboda Dita                         | Brotnjo Čitluk      | Igokea                     |
| 2001/02 | Sloboda Dita                         | Široki              | Borac Nektar               |

## Finały mistrzostw Bośni i Hercegowiny (1998–2002)
| Sezona | Mistrz           | Wynik | Wicemistrz    |
| 1998   | Široki           | 3:2   | Bosna         |
| 1999   | Bosna            | [ b ] | Sloboda Tuzla |
| 2000   | Borac Banja Luka | [ c ] | Sloboda Tuzla |
| 2001   | Igokea           | [ d ] | Široki        |
| 2002   | Široki           | [ e ] | Sloboda Tuzla |

## Finały play-off ligi Bośni i Hercegowiny
| Sezon   | Mistrz   | Wynik | Wicemistrz       |
| 2002/03 | Široki   | 3:2   | Borac Banja Luka |
| 2003/04 | Široki   | 2:1   | Bosna            |
| 2004/05 | Bosna    | 2:0   | Široki           |
| 2005/06 | Bosna    | 2:1   | Široki           |
| 2006/07 | Široki   | 2:1   | Bosna            |
| 2007/08 | Bosna    | 2:1   | Igokea           |
| 2008/09 | Široki   | 2:0   | Bosna            |
| 2009/10 | Široki   | 3:0   | Igokea           |
| 2010/11 | Široki   | 3:1   | Igokea           |
| 2011/12 | Široki   | 3:2   | Igokea           |
| 2012/13 | Igokea   | 3:2   | Široki           |
| 2013/14 | Igokea   | 3:1   | Široki           |
| 2014/15 | Igokea   | 3:0   | Široki           |
| 2015/16 | Igokea   | 3:1   | Kakanj           |
| 2016/17 | Igokea   | 3:2   | Bosna Rojal      |
| 2017/18 | Zrinjski | 3:1   | Igokea           |
| 2018/19 | Široki   | 3:2   | Spars Sarajewo   |
| 2019/20 | Igokea   | –     | Široki           |
| 2020/21 | Široki   | –     |                  |

## Tytuły według klubu
| Klub             | Mistrz                                                                | Wicemistrz                                   |
| ---------------- | --------------------------------------------------------------------- | -------------------------------------------- |
| Široki           | 11 (1998, 2002, 2003, 2004, 2007, 2009, 2010, 2011, 2012, 2019, 2021) | 7 (2001, 2005, 2006, 2013, 2014, 2015, 2020) |
| Igokea           | 7 (2001, 2013, 2014, 2015, 2016, 2017, 2020)                          | 5 (2008, 2009, 2011, 2012, 2018)             |
| Bosna            | 4 (1999, 2005, 2006, 2008)                                            | 5 (1998, 2000, 2004, 2007, 2017)             |
| Borac Banja Luka | 1 (2000)                                                              | 1 (2003)                                     |
| Zrinjski         | 1 (2018)                                                              | —                                            |
| Sloboda Tuzla    | —                                                                     | 3 (1999, 2000, 2002)                         |
| Kakanj           | —                                                                     | 1 (2016)                                     |
| Spars Sarajewo   | —                                                                     | 1 (2019)                                     |